# Afslag (muntslag)
Een  afslag is een muntslag met originele stempels in een afwijkend metaal. Bij de beschrijving van de munt moet het afwijkende metaal worden vermeld (bijvoorbeeld "afslag in zilver")
Komt veel voor bij Nederlandse en in Nederland geslagen Nederlands Indische koperen munten, omdat een zilveren of gouden afslag van bijvoorbeeld een koperen duit werd gebruikt als geschenk. Daarnaast zijn koperen afslagen van zilveren en gouden munten bekend. Dit zijn hoofdzakelijk proefstukken, gebruikt om nieuwe stempels te testen
Afslagen zijn dus niet geschikt voor de geldomloop.